# Априлски пленум на ЦК на БКП (1956)
Априлският пленум на ЦК на БКП е заседание на Централния комитет (ЦК) на Българската комунистическа партия (БКП), проведено в периода 2 – 6 април 1956 г. в днешната сграда на Столичната община в София. Това е едно от най-важните политически събития от историята на БКП и Народна република България, на него дотогавашният партиен и държавен лидер Вълко Червенков е окончателно заменен начело на партията от първия секретар (от 1954 г.) на ЦК Тодор Живков.

## Предистория
Априлският пленум е част от политическа кампания с кадрови промени в цяла Източна Европа, последвала XX конгрес на Комунистическата партия на Съветския съюз през февруари 1956 година. В непубликуван доклад по време на конгреса съветският лидер Никита Хрушчов за пръв път говори за някои от престъпленията на режима, обвинявайки за тях и Йосиф Сталин.
Министър-председателят и член на Политбюро Вълко Червенков, който по това време е фактически ръководител на БКП, не приема с ентусиазъм решенията на XX конгрес. При подготовката на Априлския пленум той критикува подготвяния от Секретариата доклад, поради което през март е проведена среща на българското Политбюро със съветското ръководство в Москва. На нея Червенков остава в изолация, като съветското ръководство твърдо подкрепя първия секретар Тодор Живков, на когото е възложено да изнесе доклада пред пленума.
В навечерието на пленума в партийното ръководство са обособени четири отделни групи – около първия секретар Тодор Живков, около партийния лидер Вълко Червенков, около вицепремиерите Антон Югов и Георги Чанков и някои стари партийни дейци, изместени на второстепенни позиции, като Добри Терпешев и Йонко Панов. Подкрепата за Червенков, който видимо е в немилост пред съветското ръководство, постепенно се свива и видни негови поддръжници, като председателя на Президиума на НС Георги Дамянов преминават в лагера на Живков.
В подготовката и хода на пленума Живков се опира на авторитетни партийни лица като Георги Дамянов, секретаря на ЦК на БКП Димитър Ганев, члена на ПБ Енчо Стайков. Той си осигурява и активната подкрепа на групата на Югов и Чанков. Докладът на Живков е съгласуван със съветския посланик в България Ю. Приходов, а и по време на пленума Живков поддържа постоянни контакти със съветската страна.

## Заседания на ЦК
Априлският пленум се провежда при закрити врати и започва на 2 април 1956 г. В центъра на встъпителния доклад на първия секретар Тодор Живков, озаглавен „Двадесетият конгрес на КПСС и поуките от него за нашата партия“, са критиките срещу Вълко Червенков. Той е обвинен за множество провали на режима: „култ към личността“, репресии срещу активисти на БКП, „нарушаване на законността“ от страна на вътрешното министерство, „грешки“ на съдебната система, неуспехите в селското стопанство и културната сфера, „пораженията“ в идеологическата област. Повечето от 34-те изказвания по доклада следват неговия тон, като особено критични са Георги Чанков, Антон Югов и Георги Дамянов, а самият Червенков говори два пъти и приема основните критики срещу себе си.
На пленума се чуват и отделни мнения, отклоняващи се от духа на доклада Живков: на Добри Терпешев, Йонко Панов и Борис Копчев. Панов заявява, че изборът на Живков за ръководител на Политбюро е станал „не по реден път“ и че има „поне 500 души“, също толкова подходящи за поста; нарича го „един човек със средни възможности“. Предлага освен Червенков да бъдат наказани и други ръководни фигури, като Антон Югов и Георги Чанков. Терпешев разобличава незначителното участие на Живков в партизанското движение, като заявява: „Той е толкова дребен, че ние никога не сме го забелязвали – нито преди, нито след вземането на властта в София. Ако поживея още малко, може да прочета, че Живков сам е извършил революцията в България.“
Пленумът приключва на 6 април 1956 г., като решава Червенков да стане заместник-председател на Министерския съвет, а ръководството на Политбюро да бъде възложено на първия секретар Тодор Живков. Червенков остава член на Политбюро и ръководи неговата идеологическа комисия, заместник-председател е на Министерския съвет, остава начело на Отечествения фронт до 1957 година. В поздравление за 60-годишния му юбилей ЦК на БКП го определя като „един от изтъкнатите ръководители в борбата срещу фашизма и капитализма и в строителството на социализма, пламенен интернационалист и поборник за дружба с великия Съветски съюз, за мир и социализъм“. В края на 1961 година, след XXII конгрес на КПСС, Червенков е подложен на нови критики и е отстранен от Политбюро и от правителството. Остава член на ЦК до ноември 1962 година, когато е изключен от БКП, едновременно с отстраняването на Антон Югов за „погазване на законността“ от вътрешното министерство през 1949 – 1956 година.

## Последствия
Пленумът дава началото на т. нар. „Априлска линия“ на партията. В рамките на кампанията на борбата против „култа към личността“ (по подобие на борбата против култа към Сталин в СССР, с цел поощряване на инициативността) се извършва мащабна в началото и периодична след това подмяна на ръководни кадри в партията и държавата с нови функционери, верни на Тодор Живков и групата около него. С утвърждаването на Живков е прекъсната наложената от Сталин линия управлението на България да се поверява на дейци на Коминтерна или на дълго пребивавали и свързани със СССР хора. От позицията си на партиен лидер (от 1954) г. Живков постепенно разширява контрола си върху управлението на държавата. През 1962 г. оглавява изпълнителната власт в страната, като измества Антон Югов от поста министър-председател на България; през 1971 г. той отстъпва министърпредседателския пост на Станко Тодоров, за да стане вече председател на новосъздадения Държавен съвет. Практиката на периодични кадрови смени с все по-нови и амбициозни кадри (и държането в страх на по-старите) продължава до края на управлението му.
Решенията на XX конгрес и на Априлския пленум, последвани от разпускането на Коминформбюро, създават сред обществеността известни надежди за смекчаване на тоталитарния режим в България, като дори се появяват отделни искания за свобода на печата и либерализация на културния живот. На места се стига до публични прояви на недоволство и до масови напускания на трудовите кооперативни земеделски стопанства. Тези настроения са пресечени бързо от ръководството на БКП, включително с наказателни мерки срещу партийни функционери, като Йонко Панов, Борис Копчев и Владимир Топенчаров. След падането на режима самият Тодор Живков определя последствията от Априлския пленум като повърхностни, а самия пленум окачествява като неосталинистки.